# Sysavath Thammavongchit
Sysavath Thammavongchit (* 25. Februar 1991) ist ein laotischer Leichtathlet, der sich auf den Langstreckenlauf und den Hindernislauf spezialisiert hat.

## Sportliche Laufbahn
Erste internationale Erfahrungen sammelte Sysavath Thammavongchit im Jahr 2009, als er bei den Südostasienspielen in Vientiane in 10:13,11 min den vierten Platz im Hindernislauf belegte. Zwei Jahre darauf erreichte er bei den Südostasienspielen in Palembang in 9:50,69 min Rang zehn. 2015 wurde er bei den Südostasienspielen in Singapur in 33:02,86 min Achter im 10.000-Meter-Lauf und auch im Hindernislauf lief er nach mit neuem Landesrekord von 9:37,41 min auf dem achten Platz ein. 2017 wurde er bei den Südostasienspielen in Kuala Lumpur in 15:27,06 min Siebter im 5000-Meter-Lauf und zwei Jahre später erreichte er bei den Südostasienspielen in Capas in 15:51,07 min Rang acht über diese Distanz.

## Persönliche Bestleistungen
- 5000 Meter: 15:27,06 min, 26. August 2017 in Kuala Lumpur
- 10.000 Meter: 33:02,86 min, 10. Juni 2015 in Singapur
- 3000 m Hindernis: 9:37,41 min, 12. Juni 2015 in Singapur (laotischer Rekord)